# Vojenský umělecký soubor Ondráš

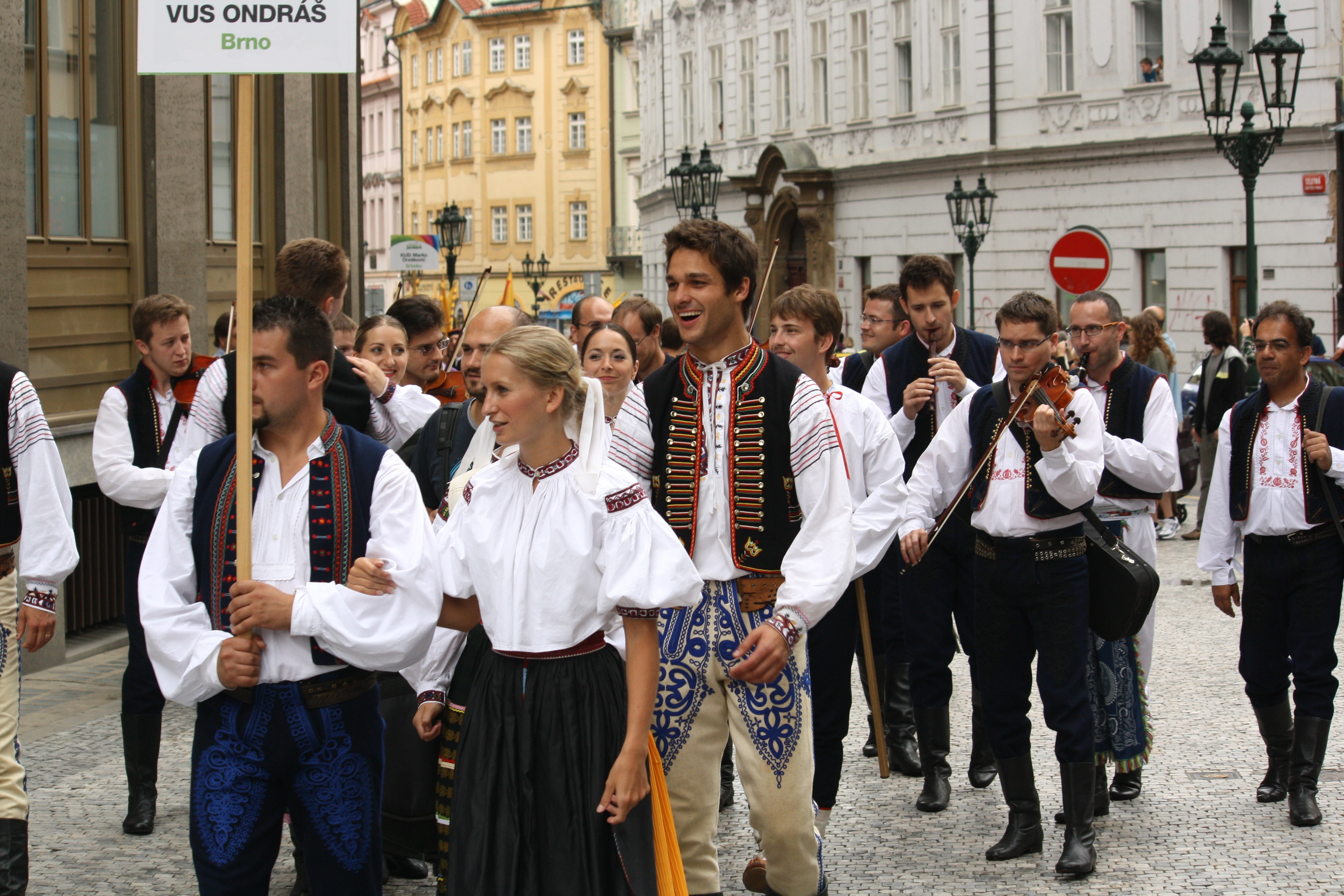
VUS Ondráš na mezinárodním folklórním festivalu Pražský jarmark 27. srpna 2010.

Vojenský umělecký soubor Ondráš (zkr. VUS Ondráš, původním názvem Vojenský soubor písní a tanců Jánošík) je český hudebně-taneční soubor se zaměřením na lidové tradice a folklór. Je jediným profesionálním souborem svého druhu v České republice, sídlí v Brně a jeho zřizovatelem je Ministerstvo obrany České republiky. Formálně vznikl v roce 1993 po rozdělení Československa jako nástupnický subjekt souboru Jánošík, založeného v roce 1954. Název odkazuje na slavného slezského zbojníka Ondráše, podobně jako původní název na slovenského Jánošíka.

## Historie
Základy souboru položila skupina slovenských branců na základní vojenské službě v Olomouci, která před Vánocemi 1954 připravila vystoupení pro své druhy v Hanáckých kasárnách. Mezi zakládajícími členy souboru byli Juraj Kováč, Ján Molent, Michal Čupka, Ján Teššiny a Eugen Šebök, pocházející zejména z Horehroní a Liptova. Oficiálně kroužek vznikl 15. prosince 1954 z podnětu desátníka Teššinyho a Šeböka. Následujícího roku se již účastnil řady okresních a krajských soutěží, zvítězil v celostátní talentové soutěži a byl přizván na 10. ročník Folklorních slavností ve Strážnici, kde se 18. června 1955 objevil i v přímém přenosu Československé televize. Díky spolupráci s čokoládovnami Zora Olomouc se soubor rozšířil také o dívčí část. V roce 1956 se umístil na 2. příčce na celostátním festivalu lidové umělecké tvořivosti v Praze a získal další ocenění, začal spolupracovat s profesionály z AUS a SĽUK. S příchodem dalších branců se repertoár rozšířil o další slovenské regiony: Zemplín, Šariš, Oravu, Terchovou, Myjavu, Kubru.
Ke dni 5. října 1957 se vojenský útvar a s ním i Jánošík přestěhoval z Olomouce do Brna. Zdejší Královopolská strojírna poskytla souboru zázemí a materiální podporu, z jejích zaměstnankyň se také rekrutovaly nové členky. Soubor pokračoval v úspěšném působení, vystupoval na vojenských i civilních akcích, přehlídkách a soutěžích, vyjížděl i do (východního) zahraničí: po Polsku a Východním Německu následovalo Maďarsko a Sovětský svaz. V roce 1959 Jánošík společně s vojenským divadelním souborem Mládí nastudoval v režii Martina Práška hru Jiřího Mahena Jánošík. V roce 1962 propůjčil prezident republiky souboru vyznamenání Za vynikající práci. V šedesátých letech Jánošík sklízel úspěchy v různých soutěžích, mezi jejichž vrcholy patřilo 1. místo v soutěži amatérských souborů na celostátním folklorním festivalu Východná v roce 1967.
V bouřlivých letech 1968–1969 soubor prožíval krizi, odešel Tibor Hlbočan a Jánošík se téměř rozpadl, zejména jeho taneční složka. Léta 1972–1976 představovala období stagnace. Na podzim 1976 došlo k oživení činnosti a obnovení souboru, zejména zásluhou Františka Drboly, Čestmíra Komárka a Jaroslava Juráška. Již v následujícím roce Jánošík zvítězil v celoarmádním kole tehdejší Armádní soutěže umělecké tvořivosti (ASUT) v Kroměříži, odkud si pak soubor až do roku 1988, kdy se zde soutěž konala naposledy, přivezl vítězství celkem 12krát. V roce 1979 oslavil soubor své 25. výročí v Janáčkově divadle s programem Mládí tančí a zpívá.
V osmdesátých letech docházelo k posilování národnostní různorodosti Jánošíka, dříve téměř výhradně složeného ze slovenských vojáků, kteří narukovali na Moravu. Na podzim 1981 po delší době vyrazil na zahraniční turné do NDR. Rozvíjela se spolupráce s folklórními osobnostmi, jakými byli Jan Rokyta, Jarmila Šuláková, Vlasta Grycová, Dušan a Luboš Holí či Jožka Černý. Ke 30. výročí založení vznikl v roce 1984 televizní dokument a soubor byl oceněn Výroční cenou Víta Nejedlého. V roce 1988 Jánošík historicky poprvé připravil program, v němž byl zpracován i jiný než slovenský folklór. S ním také naposledy zvítězil na soutěži ASUT v Kroměříži, neboť od následujícího roku se přesunula jako nesoutěžní přehlídka do Trenčína. V osmdesátých a počátkem devadesátých let členové souboru působili jako metodici na soustředěních jiných slovenských souborů a Jánošík vyjížděl na zahraniční zájezdy do NDR, Rakouska či Francie. V září 1989 soubor oslavil své 35. výročí společně se 100. výročím založení Královopolské strojírny slavnostními koncerty v Janáčkově i Mahenově divadle.
Významný přelom v historii souboru představovalo mezi lety 1992 a 1993 rozdělení Československa. Na sklonku roku 1992 byli slovenští vojáci základní služby odesláni k jejímu dokončení na Slovensko (a ve Zvolenu založili Vojenský folklórny súbor Jánošík), zároveň vznikla ofiicální profesionální funkce náčelníka souboru. Počátkem roku 1993 byl brněnský Jánošík přejmenován na Vojenský umělecký soubor Brno a od 1. června téhož roku vznikla poloprofesionální organizace pod názvem Vojenský umělecký soubor Ondráš, složená zčásti z profesionálních zaměstnanců, zčásti z amatérských členů a členek souboru rekrutovaných mezi vojáky základní služby a studentstvem brněnských středních či vysokých škol. Současně s tím se proměňoval i repertoár, v němž podstatně posílila složka moravského a českého folklóru. V září 1994 Ondráš oslavil dvojicí slavnostních koncertů své 40. narozeniny. Armáda jej v následujících letech využívala ke své reprezentaci i v řadě západních zemí, cestoval mimo jiné do Belgie, Francie, Nizozemska, Rakouska, Velké Británie, Izraele i USA. Ke dni 1. července 1997 oficiálně přešel pod přímé velení velitele vzdušných sil AČR.